# Mosquée Etarraz

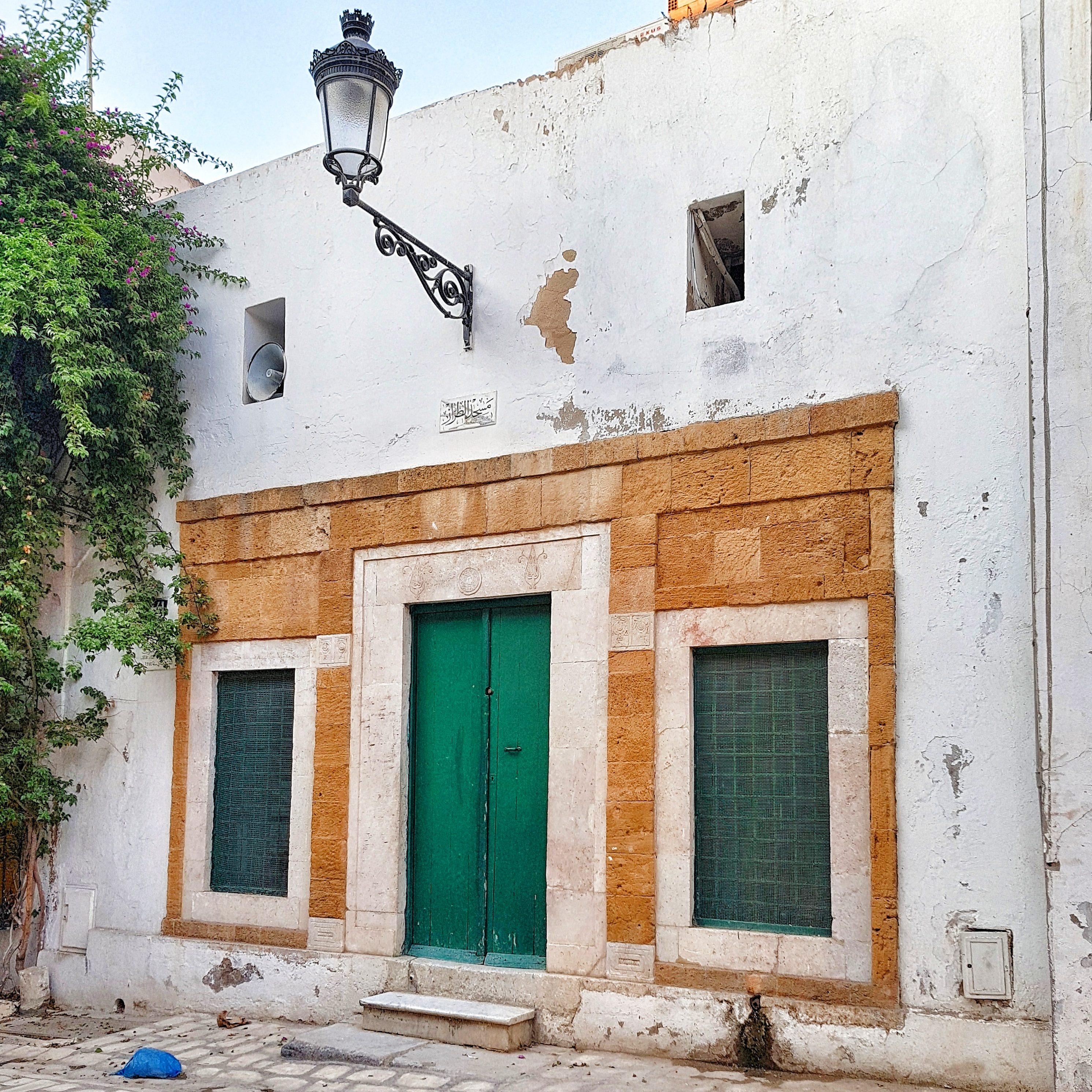
Façade de la mosquée Etarraz

La mosquée Etarraz (arabe : مسجد الطراز) est une mosquée tunisienne située à l'ouest de la médina de Tunis.

## Localisation
Elle se trouve sur la rue Sidi Ben Arous.

## Description
Elle est construite en 1836 (1251 de l'hégire) sous le règne des Husseinites, par l'émir Mustapha Ben Mahmoud Ben Mohamed El Rachid, comme indiqué sur la plaque commémorative.
Elle est restaurée en 1982.

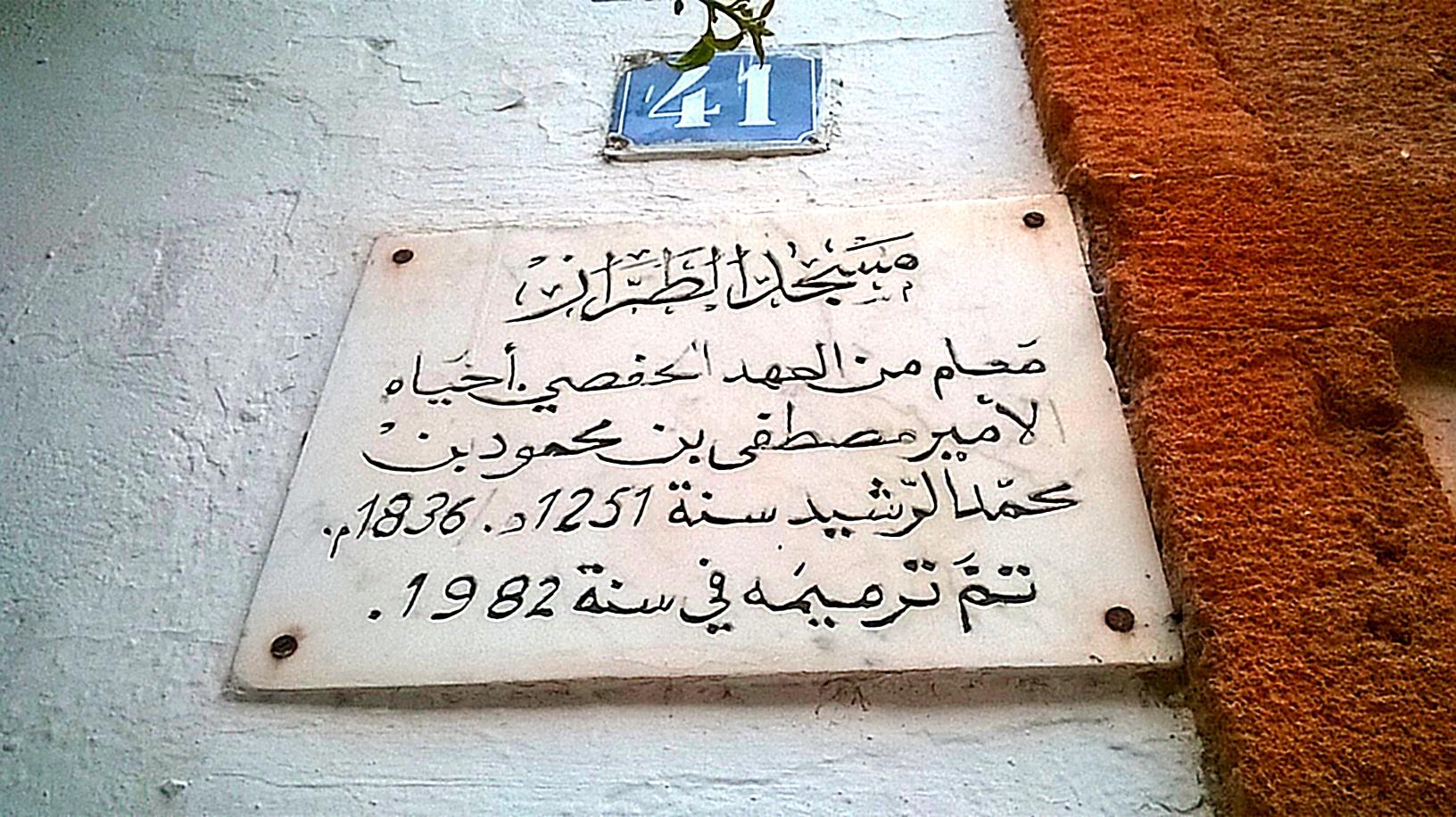
Plaque commémorative de la mosquée
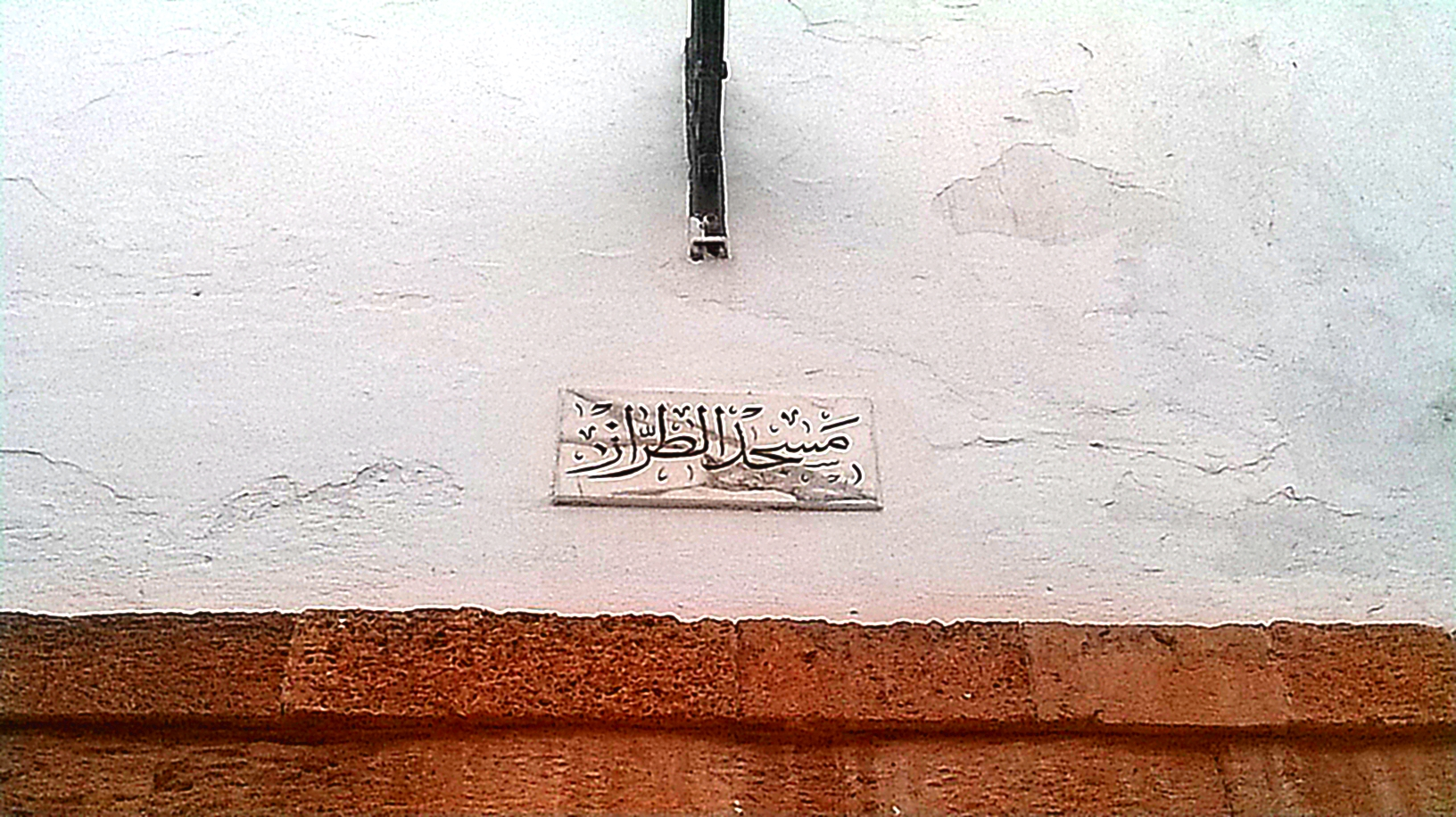
Plaque en marbre indiquant le nom de la mosquée
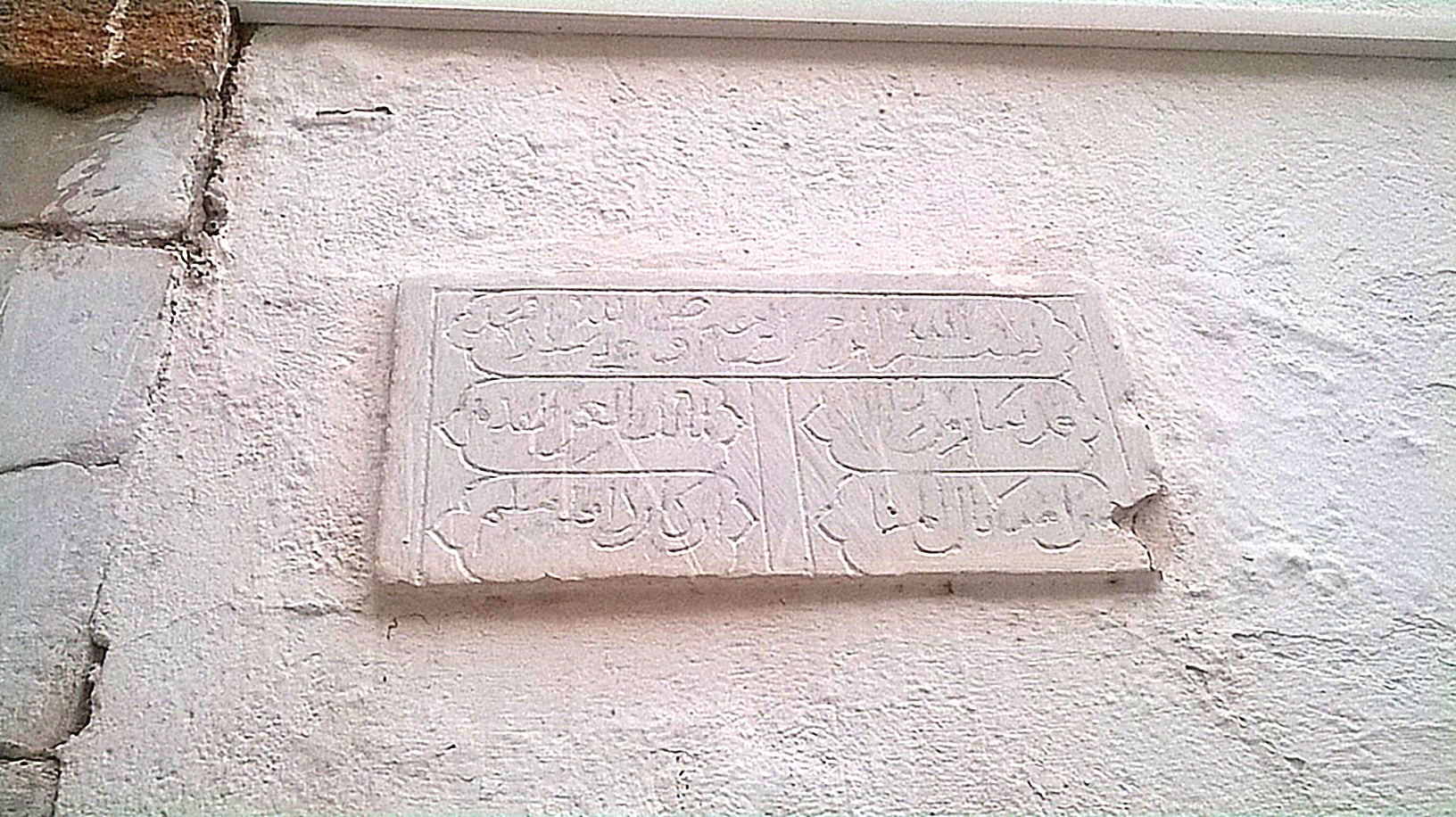
Inscription située au-dessus de l'entrée
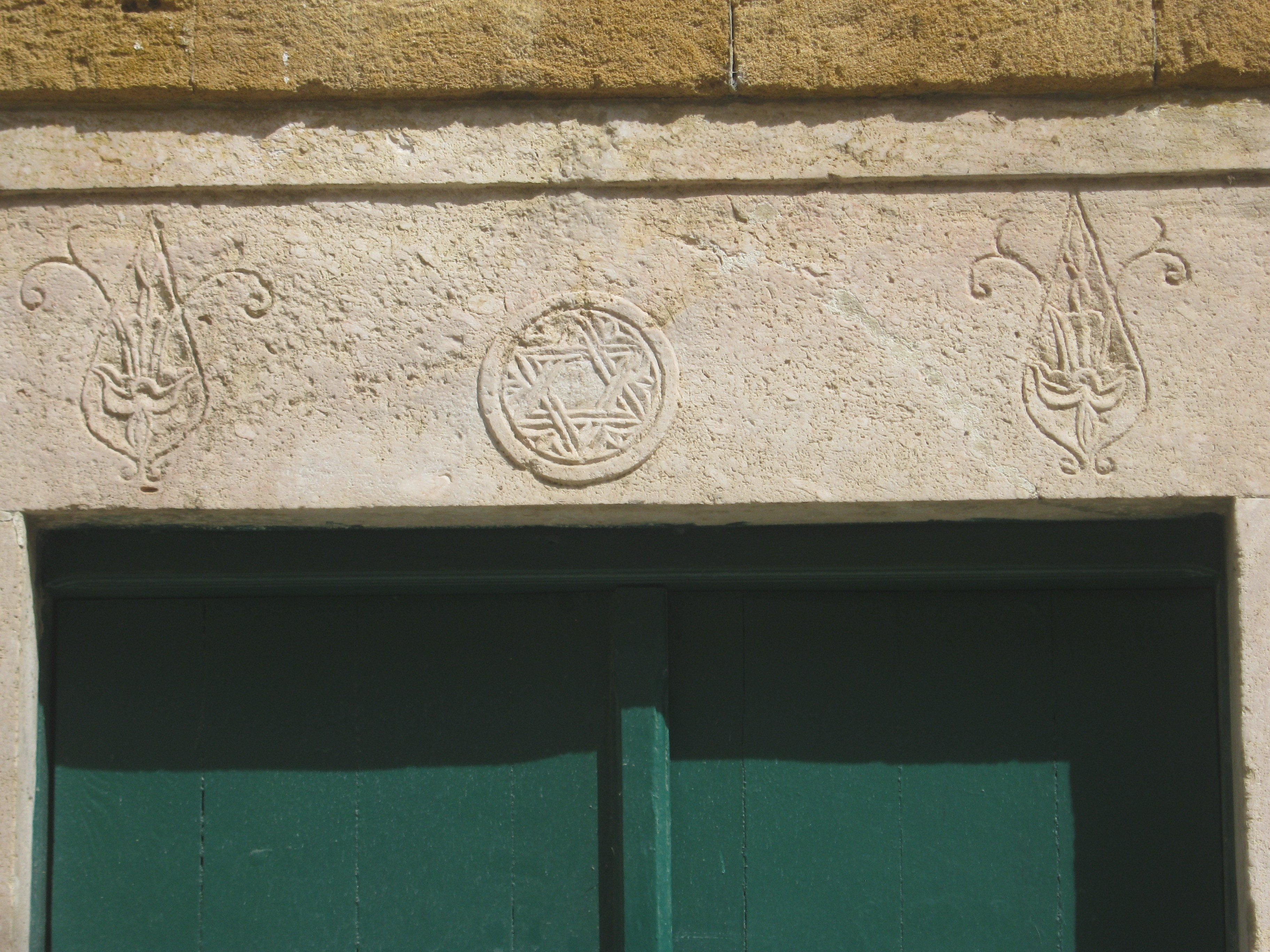
Symboles situés au-dessus de l'entrée